# كتاب كشف المعاني
كتاب كشف المعاني في المتشابه من المثاني لبدر الدين بن جماعة من أهم كتب متشابه القرآن، بل أوفاها مادة، وأوسعها بحثًا، وأدقها توجيهًا، وهو فوق كل ذلك من أقدم ما عرف من هذه المصادر المكتوبة كلها، باعتبار أن مؤلفه من وفيات سنة 733ه، فمن جاء بعده ممن كتب في المتشابهات كان عالة عليه.
كما ترجع أهمية هذا الكتاب إلى سلاسة أسلوبه، وتنظيمه للآيات المتشابهة على سورة أسئلة وأجوبة.
وقد أجمعت المصادر التي ضمنت ترجمتها ابن جماعة على أن من بين مؤلفاته: كشف المعاني في المتشابه من المثاني.
فمن المصادر القديمة التي أكدت نسبة هذا الكتاب إليه:
1- كتاب طبقات الشافعية الكبرى، حيث أشار إلى أن كشف المعاني من تأليف شيخه ابن جماعة.

## التعريف بكتاب كشف المعاني ومؤلفه
اسم الكتاب: كشف المعاني في المتشابه من المثاني.
ومؤلفه: محمد بن إبراهيم بن سعد الله بن جماعة الكناني الحموي الشافعي، المعروف ببدر الدين بن جماعة.
كنيته: أبو عبد الله.
مولده: ولد ليلة السبت الرابع من ربيع الآخر سنة (639هـ).
شيوخه: عبد العزيز الأنصاري، وابن مالك، وابن دقيق العيد، وغيرهم.
مؤلفاته: له التبيان في مبهمات القرآن، وغرر التبيان فيمن لم يسم في القرآن، وكشف المعاني الكتاب الذي نحن بصدد الحديث عنه، وكتب أخرى.
مكانته العلمية: كان من أهم الشخصيات العلمية في عصره، ذات الأثر البارز بين زملائه من الشيوخ والعلماء، وكان قد تقلد القضاء، والخطابة، ومشيخة الشيوخ في عصره.
وفاته: توفي سنة (733هـ).

## نسبة الكتاب إلى مؤلفه
أجمعت المصادر التي ضمنت ترجمتها ابن جماعة على أن من بين مؤلفاته: كشف المعاني في المتشابه من المثاني.
فمن المصادر القديمة التي أكدت نسبة هذا الكتاب إليه:
1- كتاب طبقات الشافعية الكبرى، حيث أشار إلى أن كشف المعاني من تأليف شيخه ابن جماعة.
2- كتاب الإتقان للسيوطي، الذي أورد تحت عنوان: النوع الثالث والستون في الآيات المتشابهات ما يأتي: وللقاضي بدر الدين بن جماعة في ذلك كتاب لطيف سماه: «كشف المعاني عن متشابه المثاني».

## سبب تأليف الكتاب
بين ذلك في مقدمة كتابه، فقال: «فلما من الله تعالى بالقرآن العزيز وحفظه وتحصيله، والوقوف على ما قدر من تفسيره وتأويله، واتفق إلقاء دروس التفسير في المدارس، وما يظهر في بحوثها من النفائس، وربما لهج بعض فضلاء الحاضرين بمسائل حسنة غريبة، وسأل عن مناسبات ألفاظها لمعانيها العجيبة، مما لم يذكر بعضه أو أكثره في كتب التفسير المشهورة، ولا ألمت به في أسفارها المسطورة، من اختلاف ألفاظ معان مكررة، وتنويع عبارات فنونه المحررة، ومن تقديم وتأخير، وزيادات ونقصان، وبديع وبيان، وبسط واختصار...».

## قيمة الكتاب ومكانته العلمية
إن كتاب كشف المعاني عن المتشابه من المثاني لابن جماعة من أهم كتب متشابه القرآن، بل أوفاها مادة، وأوسعها بحثًا، وأدقها توجيهًا، وهو فوق كل ذلك من أقدم ما عرف من هذه المصادر المكتوبة كلها، باعتبار أن مؤلفه من وفيات سنة 733ه، فمن جاء بعده ممن كتب في المتشابهات كان عالة عليه.
كما ترجع أهمية هذا الكتاب إلى سلاسة أسلوبه، وتنظيمه للآيات المتشابهة على سورة أسئلة وأجوبة.

## موضوعات الكتاب
موضوعه العام في تفسير كلام الله العزيز، وموضوعه الخاص في تفسير المتشابه من الآيات، ومعنى ذلك: هو أن يتكرر مجيء الآيات في القصة الواحدة من قصص القرآن، أو موضوعاته في ألفاظ متشابهة وصور متعددة، وفواصل شتى، وأساليب متنوع، مع اتحاد المعنى لغرض بلاغي، قال الزركشي: «ويكثر في إيراد القصص والأنباء وحكمته التصرف في الكلام وإتيانه على ضروب ليعلمهم عجزهم عن جميع طرق ذلك مبتدأ به ومتكررا».

## منهج المؤلف في كتابه
1- تتبع ابن جماعة الآيات المتشابهة، فشملت غالب سور القرآن الكريم، ووضع كل متشابه على هيئة مسائل مفترضة، ثم يقوم هو بالجواب عنها.
2- تدل المسائل الافتراضية التي تتبعها في كل سور القرآن على استيفائه لكل الآيات المتشابهة، ولهذا جاء كتابه وافيا بمسائل هذا الفن، مستوعبا لمفرداته.
3- أخضع منهج الجواب إلى مصادر ثلاثة: النقل، واللغة، والتدبر وإمعان النظر.
4- إذا تكررت الآيات المتشابهة في سور مختلفة، فإنه يحيل الجواب إلى الموضع الذي أجاب عنها فيه.
5- في بعض المسائل يكرر أجوبتها بطرق مختلفة إن وردت في عدة مواضع.

## المصنفات التي كتبت في تفسير متشابه القرآن
يعتبر أبو الفرج ابن النديم المتوفى سنة 385ه من أقدم كتاب الفهارس وكشافي الفنون والمصنفات الذين تحدثوا بصورة إجمالية عن مصنفي تفسير متشابه القرآن الكريم وإن كان قد أورد أسماء المصنفين دون أن يذكر أسماء المصنفات؛ ولكن بدر الدين الزركشي المتوفى سنة 794هـ أشهر من قدم لنا كشفا بأسماء مصنفي هذا اللون من ألوان التفسير، وإن فاته أن يذكر هذا المصنف الذي بين أيدينا، غير أن السبكي نقل أكثر من صفحة من هذا الكتاب عند ترجمته لابن جماعة.

## طبعات الكتاب
الكتاب له أربع طبعات:
الطبعة الأولى، بتحقيق د. عبد الجواد خلف، رئيس جامعة الدراسات الإسلامية بباكستان، دار الوفاء، 1410هـ.
الطبعة الثانية: بتحقيق أ.د. عبد الحميد هنداوي، دار ابن الجوزي.
الطبعة الثالثة: بتحقيق محمد حسن إسماعيل، دار الكتب العلمية.
الطبعة الرابعة: بتحقيق ناصر القطامي.